# Baltské shromáždění
Baltské shromáždění je mezinárodní (nadnárodní) organizací spolupráce tří pobaltských republik, resp. jejich národních parlamentů. Oficiálně bylo založeno ustavujícím jednáním ve Vilniusu 1. prosince 1990.

## Historie
První pokusy o baltickou spolupráci byly činěny již ve 20. a 30. letech 20. století.

### Formování regionálních organizací v baltských státech, 1988–1991
Na konci 80. let 20. století se spojovaly nezávislé iniciativy v sovětském Pobaltí, aby společně řešily problémy ve společnosti. Mezi jejich hlavní důrazy patřilo právo na sebeurčení národů a státní suverenita, demilitarizace, vytvoření společného baltského trhu a vytvoření společného informačního systému. Vzorem pro pobaltské státy údajně byl model Beneluxu.

### Integrace do mezinárodního společenství, 1992–1995
Členské státy harmonizovaly společný postup při žádostech o členství v mezinárodních organizacích.

### Evropská a transatlantická integrace, 1995–2004
Odchod v té době již ruské armády z území Pobaltí a zahájení přístupových rozhovorů s Evropskou unií jsou dva největší kroky tohoto období.

### Reformy regionálních organizací, 2005–2007
Užší spolupráce v rámci EU a NATO byly tématy hlavních projektů tohoto období.

### Znovuoživení baltské spolupráce – od roku 2008
Postupný vstup všech tří zemí do eurozóny doplnil a posílil baltské spojenectví.

### Postup po začátku ruské invaze na Ukrajinu
Již v srpnu 2014 se společenství vyjádřilo k útoku na Ukrajinu. V únoru 2022 vydalo prezidium Shromáždění rezoluci odsuzující útok na nezávislost a územní integritu Ukrajiny.